# Anarrobeta
Un anarrobeta es aquella persona que no dispone de los conocimientos informáticos necesarios para poder desempeñar las tareas básicas relacionadas con la informática. No dispone de una dirección de correo electrónico propia, lo cual evidencia que su grado de contacto con la realidad "Internet" es prácticamente nulo.
El término probablemente proviene del prefijo an, que significa negación, y arrobeta, que alude a la letra arroba (@), famosa en la cultura Internet.